# Walking Ghost Phase
Ne doit pas être confondu avec Walking Ghost Phase (film).
La walking ghost phase (littéralement en anglais : la « période du fantôme qui marche ») est un intermède de « bonne » santé apparente, pouvant durer quelques jours, dans le cadre d'un syndrome d'irradiation aiguë de 10 à 50 Sv. Cette période aboutit au décès du sujet.

## Symptômes
Les symptômes peuvent aller de tremblements, indépendants de la volonté du sujet, jusqu'aux nausées et vomissements à répétition.

## Traitement
Les traitements médicaux actuels ne sont que des palliatifs, notamment pour aider le sujet à lutter contre la douleur.